# Pulau Lintang
Pulau Lintang is een bestuurslaag in het regentschap Sarolangun van de provincie Jambi, Indonesië. Pulau Lintang telt 1337 inwoners (volkstelling 2010).